# Lotay Tshering
Lotay Tshering (en dzongkha, བློ་གྲོས་ ཚེ་ རིང་) (Thimphu, Bhutan, 10 de maig de 1969) és un metge i polític bhutanès, i l'actual primer ministre del Bhutan, des del 7 de novembre del 2018. També ha estat president de Druk Nyamrup Tshogpa des del 14 de maig de 2018.
Nascut en el si d'una família humil, rebé la seva educació primària a l'Escola Secundària Punakha i es graduà al Sherubtse College. Més endavant, es graduà al Mymensingh Medical College de la Universitat de Dhaka, a Bangladesh i va obtenir un grau de MBBS el 2001. Va completar un postgrau en cirurgia a la Universitat Mèdica Bangabandhu Sheikh Mujib de Dhaka, Bangladesh. El 2007 estudià Urologia al Col·legi Mèdic de Wisconsin, als Estats Units, sota els auspicis de l'Organització Mundial de la Salut. Al seu retorn al Bhutan, va ser l'únic uròleg amb formació del seu país. El 2010, va obtenir una beca d'Andrologia a l'Hospital General de Singapur, a la Universitat de Singapur i la d'Okayama, al Japó. Va rebre un màster en Administració d'Empreses per la Universitat de Canberra, a Austràlia el 2014. Tshering va exercir com a cirurgià consultor a l'Hospital JDWNRH i Mongar Regional Referral Hospital, i també va servir com a uròleg consultor en JDWNRH durant onze anys.
El 2013 s'incorporà a la política i participà en les eleccions a l'Assemblea Nacional del 2013, però el seu partit no va superar la primera ronda. El maig del 2018 va ser elegit president del Druk Nyamrup Tshogpa (DNT) només cinc mesos abans de les eleccions de la tercera Assemblea Nacional. Participà com a candidat al DNT per la circumscripció del sud de Thimphu a les eleccions de l'Assemblea Nacional del Bhutan a 2018. El seu partit va guanyar les eleccions de l'Assemblea Nacional del 2018, portant Tshering a la primera posició i Druk Nyamrup Tshogpa al govern per primera vegada. Lotay Tshering va ser elegit Primer Ministre del Bhutan.